# Idiops argus
Idiops argus (лат.) — вид мигаломорфных пауков рода Idiops из семейства Idiopidae.

## Распространение
Южная Америка (Венесуэла).

## Описание
Пауки среднего размера, длина около 1 см. Карапакс, стернум и ноги буроватые, брюшко снизу буроватое, сверху серое. Самки Idiops argus отличаются от других неотропических видов тем, что имеют сперматеки с уникальной морфологией в пределах рода, с длинным спиралевидным протоком, за которым следует овальное гнездоТазики ног без шипов. Хелицеры с продольным рядом крупных зубцов и ретролатеральным рядом меньших зубцов, ретролатеральные зубцы занимают базальную треть хелицер. Ноги с тремя коготками на лапках. Брюшко овальной формы. Передние боковые глаза (ALE) расположены рядом с кромкой клипеального края.